# Il segreto (Barry)
Il segreto (The Secret Scripture) è un romanzo di Sebastian Barry del 2008. Il romanzo ha vinto il James Tait Black Memorial Prize ed è stato tra i finalisti del Booker Prize.

## Trama
Il personaggio principale è una donna centenaria, Roseanne McNulty, che ora risiede presso l'ospedale psichiatrico di Roscommon in Irlanda. Essendo stata una paziente per una cinquantina d'anni, Roseanne decide di scrivere un'autobiografia. In esso ripercorre la sua vita e quella dei suoi genitori, che vissero a Sligo a cavallo del XX secolo. Tiene il suo libro nascosto sotto una lastra del pavimento della sua stanza, senza essere sicura se vuole che sia trovato. 
Una seconda narrazione è fatta dal capo dell'ospedale, il dottor Grene. L'ospedale sta per essere demolito, e deve decidere chi dei suoi pazienti deve essere trasferito e chi deve essere rilasciato nella comunità. È particolarmente preoccupato per Roseanne, e timidamente comincia a tentare di scoprire la sua storia. Diventa ben presto evidente che Roseanne e il dottor Grene raccontano diversamente il suo internamento e la sua vita precedente.

## Edizioni
- Sebastian Barry, Il segreto, Bompiani, 2010,  p. 395, ISBN 978-88-452-6538-9.

## Adattamento cinematografico
È stato realizzato un adattamento cinematografico del romanzo diretto da Jim Sheridan. Il cast comprende Vanessa Redgrave, Rooney Mara, Eric Bana, Theo James, Aidan Turner e Jack Reynor.